# IceCube Neutrino Observatory

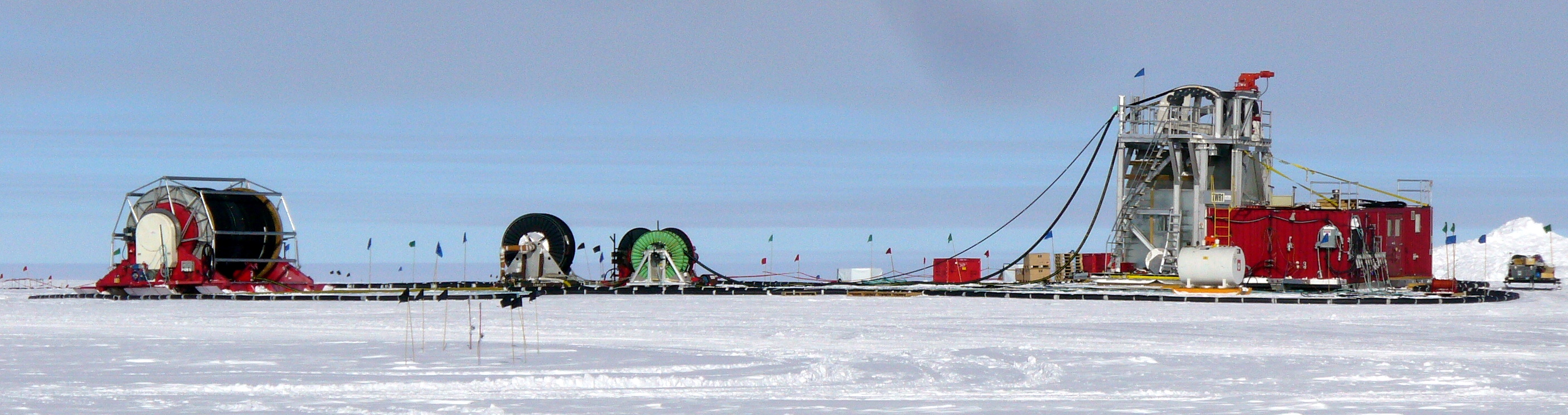
Wieża wiertnicza IceCube, grudzień 2009

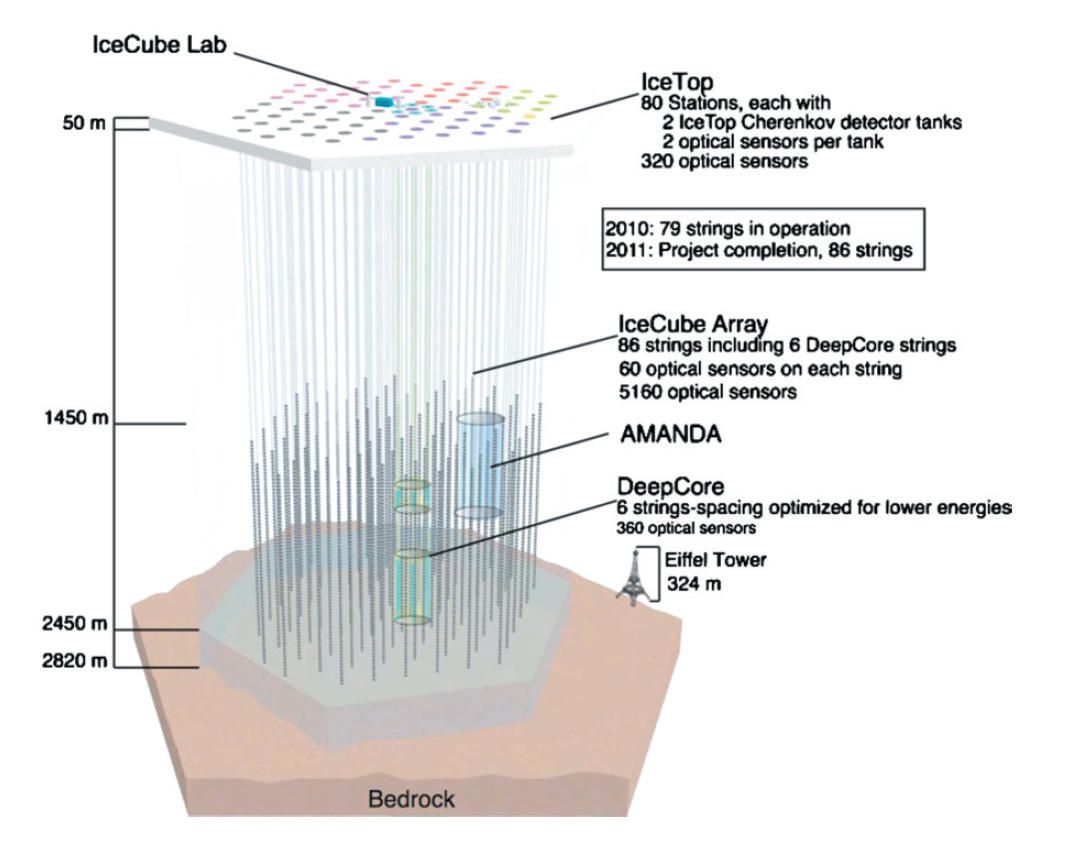
Schemat budowy detektora IceCube

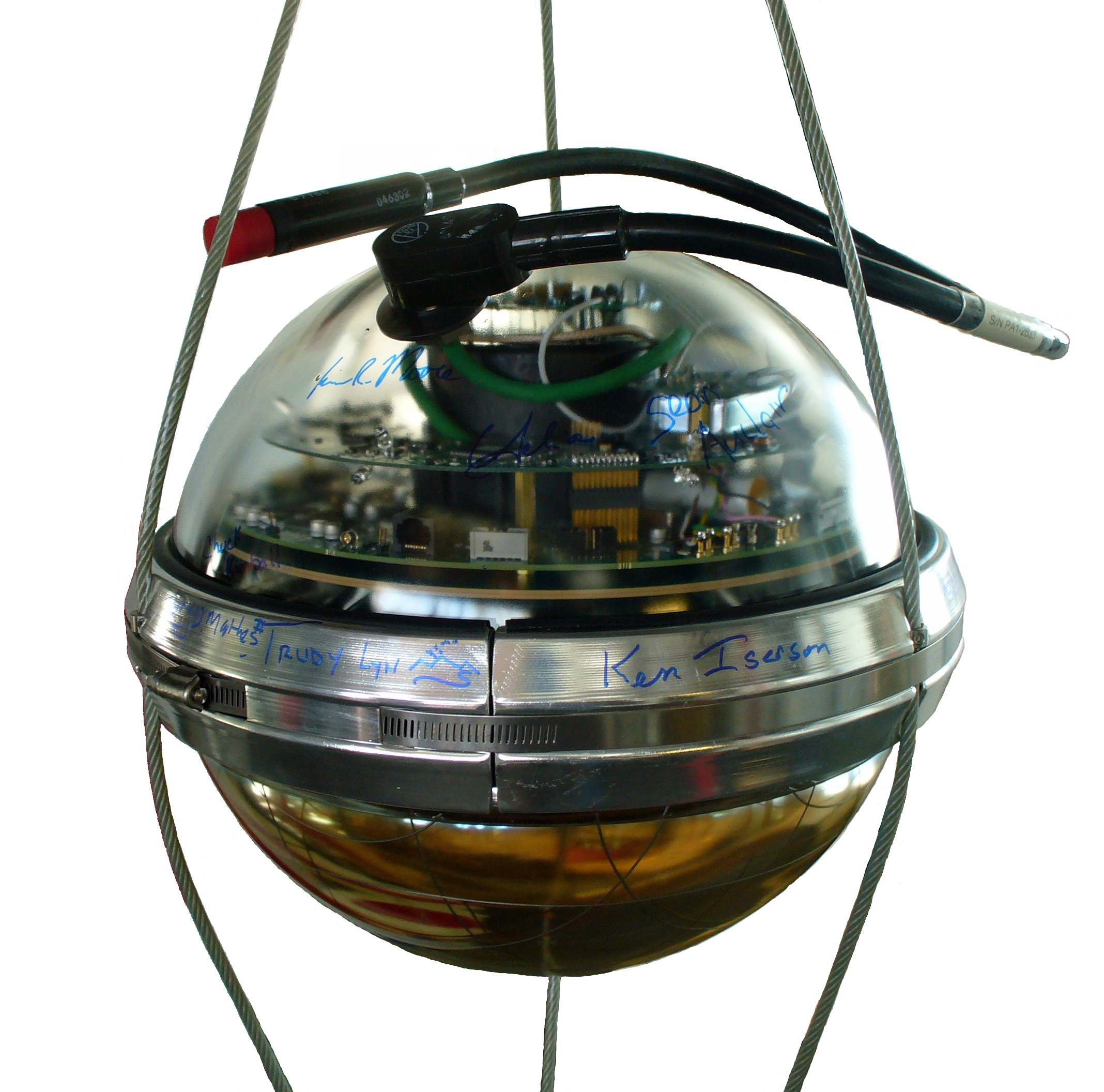
Jeden z cyfrowych czujników optycznych

IceCube Neutrino Observatory  lub IceCube – detektor neutrin znajdujący się na terenie Amundsen-Scott South Pole Station na Antarktydzie. Podobnie jak jego poprzednik, Antarctic Muon and Neutrino Detector Array (Amanda), IceCube został zbudowany głęboko pod lodem Antarktyki poprzez wprowadzenie tysięcy sferycznych czujników optycznych zwanych digital optical modules (DOMs). IceCube będzie działał przez około 20 lat.
IceCube przeznaczony jest do poszukiwania punktowych źródeł neutrin w zakresie TeV i zbadania najwyższych energii procesów astrofizycznych. Teoretycy zajmujący się badaniami Wszechświata uważają, że do obserwacji neutrin pochodzących z bardzo odległych źródeł potrzebny jest instrument długości co najmniej kilometra. Takim instrumentem jest IceCube. Na miejsce jego budowy wybrano Antarktydę, ponieważ jest to miejsce wyjątkowo czyste i wolne od źródeł promieniowania, nic nie powinno więc zakłócać pracy bardzo czułego detektora.
Instrument składa się z 86 pionowych lin, na których na głębokości od 1450 do 2450 m pod powierzchnią lodu zawieszono 5160 modułów optycznych (po 60 na każdej linie). Dodatkowe 324 moduły optyczne umieszczone na powierzchni lodu tworzą detektor o nazwie IceTop. Powierzchnia IceCube wynosi około 1 km², a objętość tego instrumentu naukowego to około 2,5 km³.
Budowa detektora rozpoczęła się w 2004 roku i została ukończona 18 grudnia 2010.
Koszt budowy wyniósł 279 milionów dolarów. Badania przy użyciu tego urządzenia prowadzi ok. 250 naukowców z 38 instytucji w 10 krajach.
Uczeni mają nadzieję, że pomoże on odpowiedzieć na tak fundamentalne pytania, jak pochodzenie i warunki fizyczne rozbłysków gamma oraz pozwoli zbadać naturę fotonów pochodzących z pozostałości po supernowych np. w mgławicy Kraba w gwiazdozbiorze Byka oraz z nieodległych galaktyk.
Detektor wykrywa około 275 neutrin dziennie.